# 平野博昭
平野 博昭（ひらの ひろあき、1942年（昭和17年）1月30日 - ）は、日本の政治家（第70代広島市議会議長、自由民主党新政クラブ）。

## 人物
広島県広島市西区南観音で生まれる。平野家は観音の地を干拓しながら農業を営んでいた。南観音小学校、観音中学校、基町高校を経て1965年、立教大学法学部卒業。
衆議院議員砂原格の秘書となる。また衆議院議員萩原幸雄の秘書となる。1983年、広島市議会議員に初当選。1999年、第70代広島市議会議長に就任、4年間務めた。2014年、電子書籍『地方自治体・為政者の功罪 〜広島市の過去・現在・未来』を出版。2015年に引退。8期32年間広島市議会議員をつとめた。
2020年4月、自民党の河井案里参院議員の陣営による公選法違反事件で広島地検が、平野の自宅や事務所も家宅捜索した。また平野は地検から複数回にわたり聴取を受けた。平野は河井側からの現金の受け取りは「ない」と否定した。

## 主張
2002年、市議会議長を務めていた平野は自らのホームページで、広島スタジアムの改修を主軸としたサッカースタジアムの建設を提言した。平野はこの年、韓国まで出掛けてワールドカップを観戦。彼の地でサッカースタジアム体験を積む。平野は「広島には野球にもラグビーにも専用球場があるのにサッカーのそれはない。サンフレッチェというプロクラブがありながらどうしてサッカースタジアムの議論が起きてこないのか、それ自体がおかしなこと」と指摘した。平野は「サポーターの機運の盛り上がり」をスタジアム実現の大きなポイントとして重要視した。

## 栄典
- 藍綬褒章[7]
- 2016年、旭日中綬章[8]

## 家族
平野家
- 息子・太祐（だいすけ[9]、広島市議会議員[9]、1970年 - ） - 南観音小学校、観音中学校、広島井口高等学校を経て1993年、広島修道大学商学部経営学科卒業[9]。熊平製作所、河崎組に勤務[9]。2015年、広島市議会議員に当選[9]。会派は自由民主党・保守クラブ。2020年、河井案里参院議員の陣営による公選法違反事件で、地検から複数回、聴取を受けた[5]。